# Missing You (livro de Harlan Coben)
Missing You (Brasil: Que Falta Você me Faz / Portugal: Sinto a tua falta) é um romance policial escrito pelo escritor norteamericano Harlan Coben e publicado pela primeira vez em 2014.

## Sinopse
Passaram dezoito anos desde que a detetive Kat Donovan sofreu dois desgostos quase simultâneos: a morte do pai e o fim do relacionamento com o noivo. Kat não acredita na confissão do assassino do pai a mando de um mafioso e continua por conta própria a investigar o assunto.
Entretanto uma colega incita-a a inscrever-se num sítio de encontros românticos na internet e por um acaso depara com o antigo namorado que agora usa um outro nome e que a repele bruscamente.
Entretanto é procurada por um jovem que pensa que a mãe está desaparecida, na sequência de uma viagem com um novo namorado que encontrou no mesmo sítio de encontros românticos. No prosseguimento da investigação Kat conclui que existem mais pessoas desaparecidas ligadas ao referido sítio de encontros na internet.
Paralelamente Kat descobre de forma dolorosa a verdadeira história da vida e morte do seu pai.
Harlan Coben trata os perigos e riscos que podem atingir pessoas ingénuas e não precavidas que se deixam enredar em falsas esperanças. Pessoas de boa-fé são atraídas por falsos namorado/as que por rapto e tortura lhes roubam o dinheiro de que dispõem.

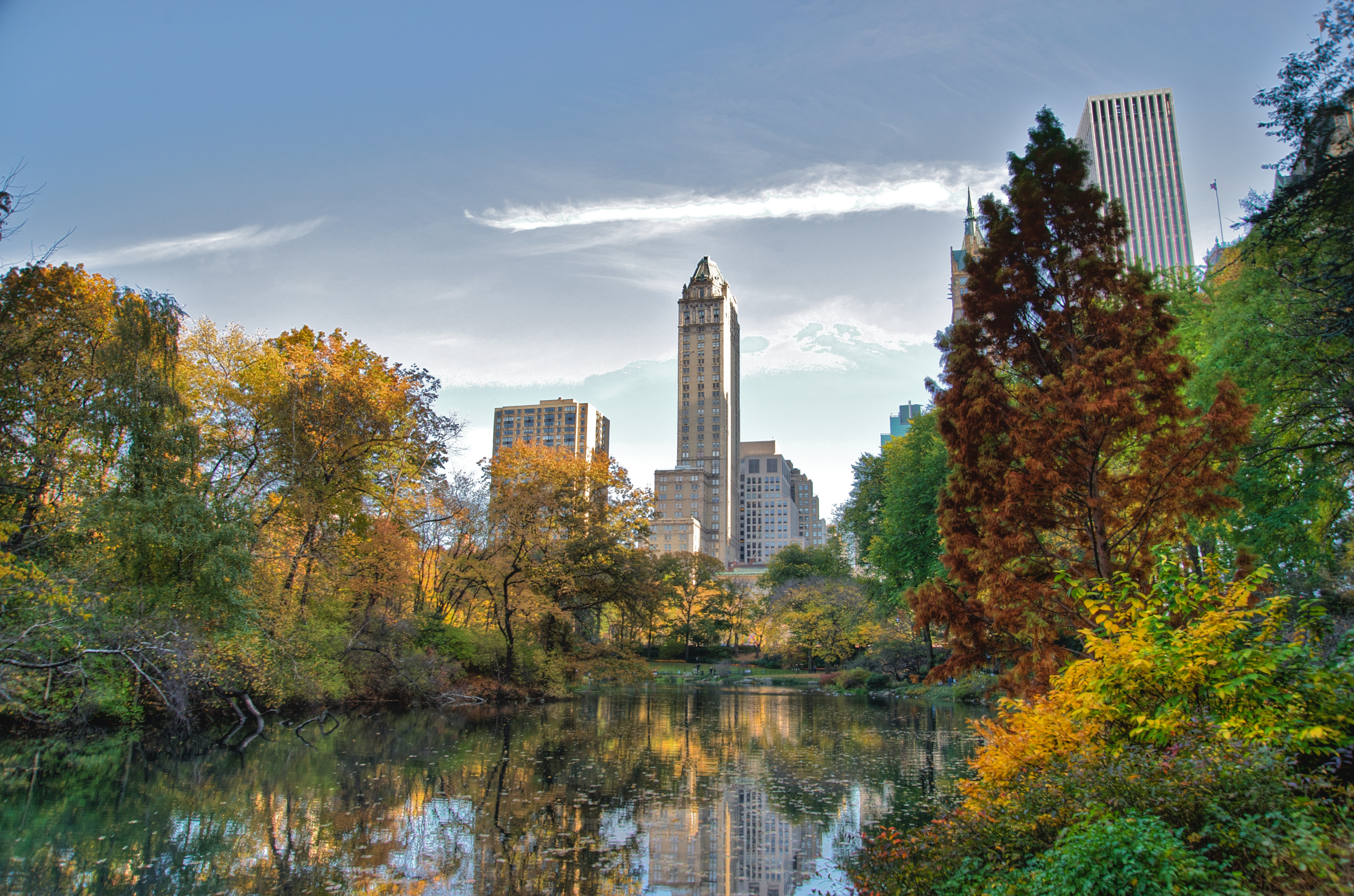
Nova Iorque e o Central Park onde decorre parte da ação do romance

## Recepção
O jornalista e crítico literário Daneet Steffens, no The Boston Globe, refere que "Harlan Coben é um mestre a apresentar vários enigmas quebra-cabeças no início dos seus romances e depois habilmente desenvolve-os agradável e provocantemente. Suspeitamos que irão ser sincronizados de alguma forma — mas como exatamente?"
E ""Missing You" oferece reviravoltas em abundância, incluindo — misericordiosamente de forma breve — uma cena arrepiante, horrível e completamente merecida de vingança que faz a recente onda de filmes e episódios de televisão de zombies significativamente descoloridas em comparação."